# Annie Edson Taylor

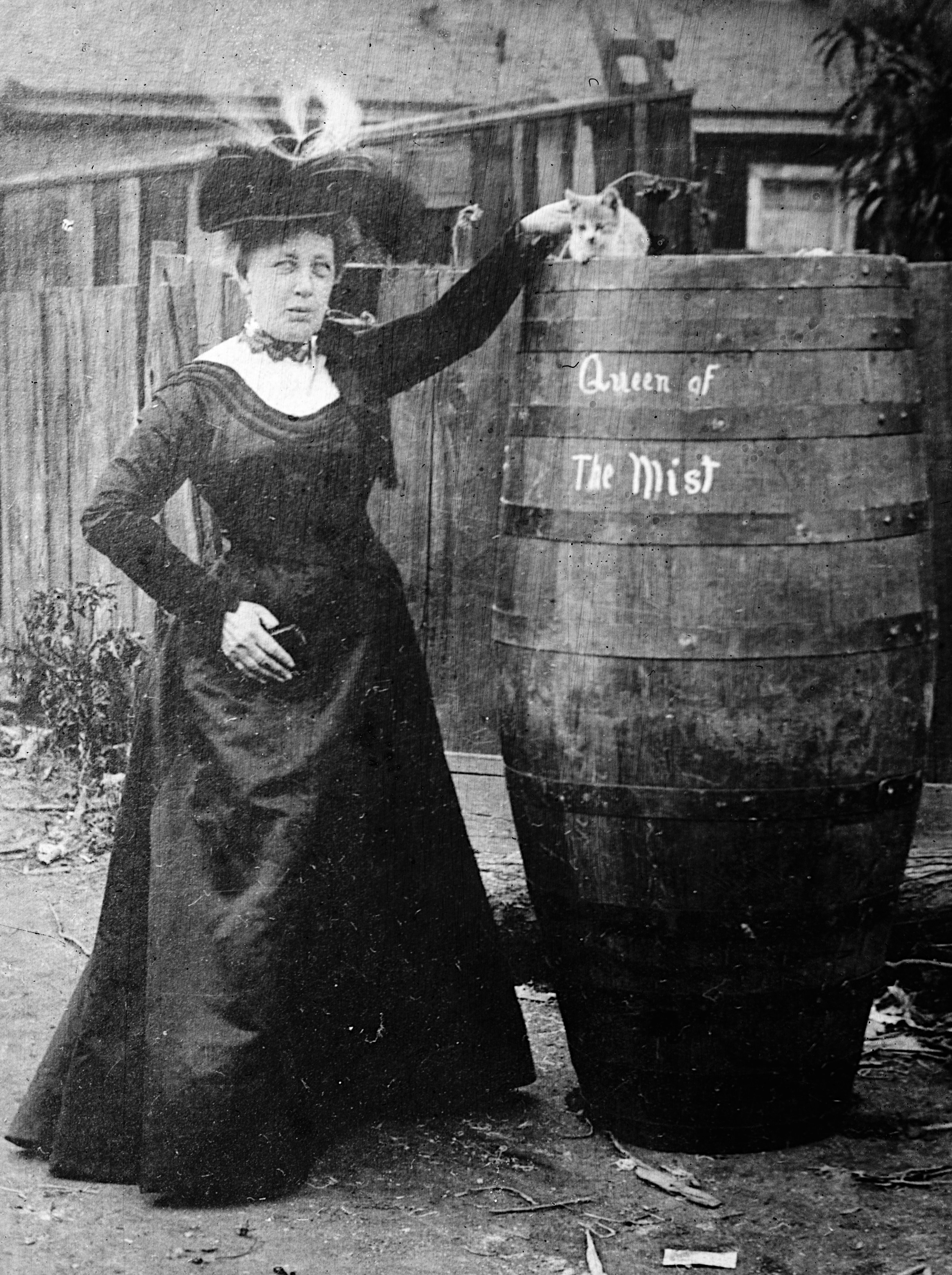
Annie Taylor fotografata nel 1902 accanto al barile con cui si è lanciata dalle cascate del Niagara

Annie Edson Taylor (Auburn, 24 ottobre 1838 – Lockport, 29 aprile 1921) è stata un'insegnante statunitense, ricordata in quanto, il 24 ottobre 1901, divenne la prima persona a gettarsi con un barile dalle cascate del Niagara e sopravvivere, riportando solo lievi ferite.

## Biografia

### I primi anni
Annie nacque a Auburn, nello stato di New York, il 24 ottobre 1838. Era una degli otto figli (quattro femmine e quattro maschi) di Merrick Edson (1804-1850) e Lucretia Waring. Il padre possedeva un mulino che gli permetteva di mantenere in modo agiato la numerosa famiglia. Anche dopo la sua morte, avvenuta quando Annie aveva solo 12 anni, la sua eredità permise alla famiglia di continuare a vivere dignitosamente e Annie poté studiare per diventare insegnante.
Dopo la scuola di base frequentò il Conference Seminary and Collegiate Institute di Charlottesville, dove incontrò il futuro marito David Taylor. Edson e Taylor si sposarono dopo un breve corteggiamento e pochi anni dopo Annie diede alla luce un bambino, che tuttavia morì ancora in fasce. In seguito David Taylor venne arruolato per combattere nella guerra civile americana, durante la quale morì nel 1864.
Rimasta vedova a 25 anni e con poche risorse finanziarie, Annie Edson Taylor dovette ingegnarsi per mantenersi. Negli anni successivi intraprese una vita semi nomade, trasferendosi diverse volte alla ricerca di un lavoro sufficientemente remunerativo: visse, tra gli altri posti, a Sault Sainte Marie in Ontario, a San Antonio in Texas, e a Città del Messico, prima di stabilirsi a Bay City, nel Michigan, dove aprì una scuola di danza. Nei suoi vari spostamenti sopravvisse ad un incendio a Chattanooga, in Tennessee, ad un terremoto nella Carolina del Sud e ad una rapina ad opera di un gruppo di banditi che assaltarono la sua carrozza in Texas.

### Il salto dalle Cascate del Niagara

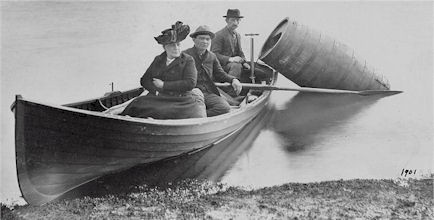
Annie Taylor sulla barca che la sta portando nel punto in cui entrerà nel barile

La scuola di danza e di buone maniere aperta a Bay City ebbe successo, e ad un certo punto Taylor ebbe anche 100 iscritti, ma lei era abituata ad uno stile di vita troppo dispendioso, che si rifletteva anche sul suo modo di gestire la scuola, per cui i guadagni erano appena sufficienti a coprire le spese.
Nel 1901, rimasta quasi senza denaro e non volendo vivere in povertà gli ultimi anni, pensò quindi a come fare per realizzare facilmente un grande guadagno. L'idea le venne leggendo un articolo sull'Esposizione panamericana di Buffalo di quell'anno, che raccontava di come le vicine cascate del Niagara fossero una meta molto popolare tra i visitatori della fiera.

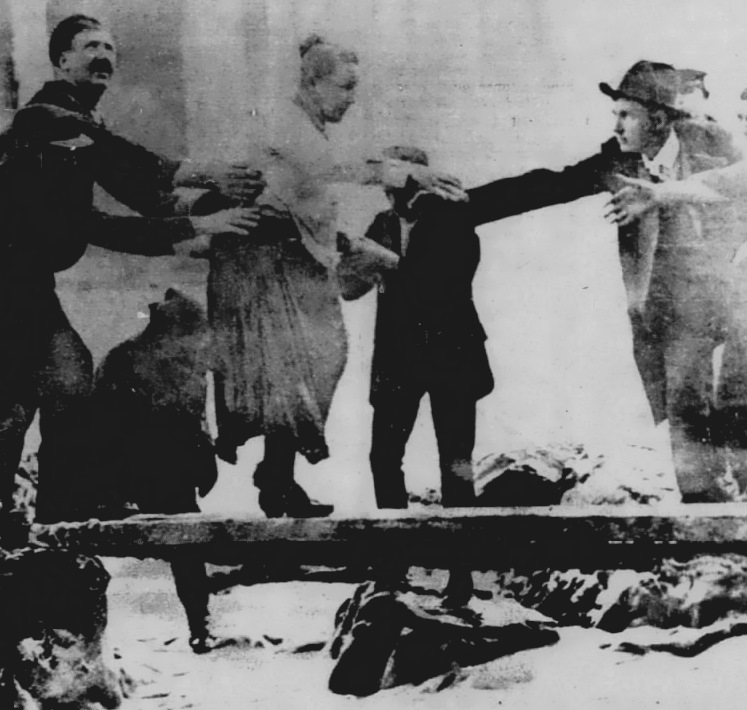
Annie Taylor mentre viene aiutata a scendere a riva dopo il salto dalle cascate

Annie Taylor decise quindi di provare a lanciarsi dalle cascate chiusa in un barile. Se fosse sopravvissuta sarebbe stata la prima persona al mondo a farlo, e credeva che in quel modo avrebbe guadagnato fama e ricchezze.
Per prima cosa progettò lei stessa il barile da utilizzare: in legno di quercia, alto circa un metro e mezzo e largo 90 centimetri al centro e rinforzato con 10 cerchi di acciaio rivettati. Sul fondo fece posizionare un'incudine da 90 kg, che fungesse da zavorra per fare restare il barile sempre in posizione verticale. L'interno fu quindi rivestito con cuscini imbottiti, e vennero inserite alcune cinghie di pelle a cui appendersi.
Taylor si rivolse a Frank M. Russell, un agente specializzato nel promuovere eventi di successo, affinché ottenesse i permessi necessari e pubblicizzasse l'evento. Inizialmente i funzionari pubblici della cascate furono restii a concedere il permesso, certi che l'impresa si sarebbe conclusa con la morte. Alla fine decisero di tentare un test preliminare lanciando dalle cascate un gatto chiuso in un barile. L'animale sopravvisse con solo qualche piccola ferita e Taylor ebbe il permesso di tentare il lancio.
Il 24 ottobre 1901, il giorno del suo 63º compleanno (anche se Taylor mentì affermando di averne 20 di meno), Annie Taylor entrò nel barile. Questo venne chiuso ermeticamente e riempito d'aria attraverso il foro, grazie ad un tubo di gomma e una pompa per biciclette, in modo che ci fosse abbastanza aria per respirare. Il barile venne poi calato in acqua vicino a Goat Island, sul lato statunitense delle cascate, in modo che la corrente lo trascinasse verso le Horseshoe Falls.
La barca di salvataggio recuperò il barile 17 minuti dopo che era stato messo in acqua. Taylor, anche se tramortita, aveva riportato solo un taglio sulla fronte. In seguitò dichiarò di non essere pentita dell'impresa, ma che avrebbe preferito piazzarsi davanti alla bocca di un cannone piuttosto che farlo di nuovo.

### Gli ultimi anni

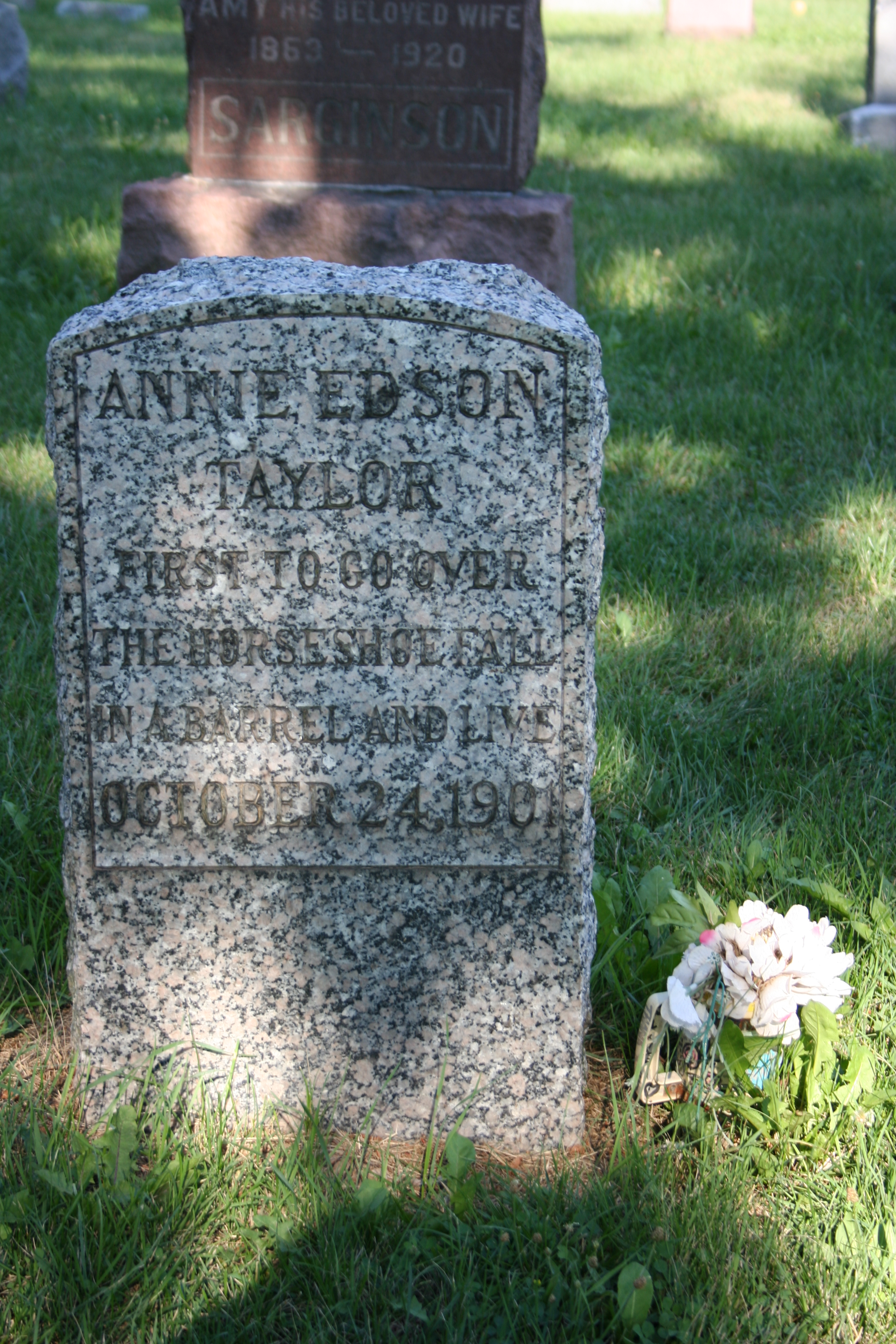
La tomba di Annie Taylor a Niagara Falls

Nei giorni successivi diversi giornali dedicarono degli articoli alla sua impresa, molti ammiratori arrivarono per farle i complimenti e le fu proposto di organizzare un tour di conferenze in giro per il paese, ma dal punto di vista economico le cose non andarono come la donna sperava. Il suo agente la tradì, le rubò il barile e ingaggiò una ragazza più giovane per impersonarla in un tour degli Stati Uniti. Taylor assunse un investigatore privato per cercare di rintracciarlo, ma senza successo.
Di nuovo in difficoltà economiche, scrisse un libro di memorie e aprì un piccolo negozio di souvenir vicino alle cascate, racimolando qualche soldo firmando autografi e scattando foto insieme ai turisti. Nel 1906 tentò un secondo salto da una cascata, le più modeste Cataract Falls nell'Indiana, ma non ricevette alcune attenzione mediatica.
Morì il 29 aprile 1921, poverissima e quasi cieca, al Niagara Country Infirmary di Lockport, dove era ricoverata da tempo a causa delle precarie condizioni di salute. Venne sepolta nell'Oakwood Cemetery di Niagara Falls, dove si trova ancora la sua tomba con l'iscrizione:
First to go over the

Horse Shoe Falls

in a Barrel and Live

October 24, 1901»

## Nella cultura di massa
- La storia di Annie Taylor è citata nel documentario Niagara: Miracles, Myths and Magic, diretto e prodotto con tecnologia IMAX nel 1986 da Kieth Merrill e proiettato diverse volte al giorno per i visitatori delle cascate.[4]
- Nel 2011, il compositore Michael John LaChiusa scrisse un musical intitolato Queen of the Mist sulla storia di Annie Taylor. Il ruolo di Taylor è stato in origine interpretato da Mary Testa.[5]
- La storia di Taylor ha ispirato la trama dell'episodio La donna nel barile della serie tv Wonderfalls.
- Il libro Queen of the Falls dello scrittore di libri per bambini Chris Van Allsburg è ispirato alla sua storia.
- Nel primo episodio della settima stagione della serie tv I misteri di Murdoch (intitolato In pericolo di vita) il personaggio di Annie Taylor, a Toronto per una conferenza, si rivolge alla polizia accusando il proprio agente di averle rubato il barile.